# Verschleißfestigkeit
Die Verschleißfestigkeit – oder besser: Verschleißbeständigkeit (gemäß DIN 50320) – ist die Widerstandsfähigkeit eines festen Körpers gegen Verschleiß (mechanischen Abrieb). Zur Verbesserung wird bei Metallen häufig die Körperoberfläche gehärtet oder beschichtet. Keramische Werkstoffe sind besonders verschleißfest. Eine geeignete Schmierung erhöht die Verschleißfestigkeit ebenfalls.

## Stahlbau
Beim Stahl wird eine bestimmte Verschleißfestigkeit erreicht durch Wärmebehandlungsverfahren (Vakuumhärten, Einsatzhärten, Induktionshärten, Flammhärten, Nitrieren usw.).
Naturharte, verschleißfeste Stähle haben hohe Anteile an Kohlenstoff (C) und Mangan (Mn) im Gefüge.
Zusätzlich können verschleißfeste Oberflächen erzielt werden durch Beschichten mit verschleißfesten Schutzschichten (TiN, TiCN, TiAlN, WC/C, Hartchrom usw.). Einige Beschichtungsverfahren sind z. B. PVD-Beschichten, CVD-Beschichten, Hartverchromen.

## Straßenbau
Die Verschleißfestigkeit von Beton- oder Asphaltdecken hängt ab von den Eigenschaften
- der verwendeten Mineralstoffe, wie
  - Frost- und Raumbeständigkeit
  - Polierbarkeit
  - Kornform oder
  - Haftung zwischen Mineralstoff und Bindemittel
- des Mörtels bzw. Bitumens.